# آنجلو روتولی
آنجلو روتولی (انگلیسی: Angelo Rottoli; ۱۴ دسامبر ۱۹۵۸ – ۲۹ مارس ۲۰۲۰) بوکسور اهل ایتالیا بود. وی در ۲۹ مارس ۲۰۲۰ بر اثر ابتلا به کرونا درگذشت.